# Plectothripa
Plectothripa là một chi bướm đêm thuộc họ Noctuidae.

## Các loài
- Plectothripa excisa Hampson, 1918